# Gé Regter
Gerardus (Gé) Regter (Rotterdam, 6 maart 1916 - Den Haag, 4 augustus 1987) was een Nederlands waterpolospeler.
Gé Regter nam eenmaal deel aan de Olympische Spelen, in 1936. Hij eindigde met het Nederlands team op de vijfde plaats. Tijdens het toernooi speelde Regter alle zeven wedstrijden. In de competitie kwam Regter uit voor RZC uit Rotterdam.
Kees van Aelst · 
Lex Franken · 
Ru den Hamer · 
Jan van Heteren · 
Hans Maier · 
Soesoe van Oostrom Soede · 
Gé Regter · 
Herman Veenstra · 
Joop van Woerkom